# Jöns Ternström
Jöns (Johan) Ternström, född 17 april 1803 i Tararps by i Bräkne-Hoby socken, död 7 juni 1882 i Fjälkestads socken, var en svensk präst.
Jöns Ternström var son till timmermannen Sven Carlsson och Ingar Larsdotter. Han uppmärksammades tidigt för sin läslust av biskop Wilhelm Faxe och kom 1824 efter studier i Växjö till Lund, där han blev student. Under en andlig kris, som Ternström genomgick 1825, vände han sig till Peter Lorenz Sellergren, som kraftigt påverkade hans andliga utveckling. Hans prästvigning fördröjdes, då han betraktades som läsarpräst, men genom Peter Wieselgrens ingripande blev han prästvigd 1827 samt anställd som huspredikant hos översten Peter Schönström på Svärta gård. Därefter tjänstgjorde Ternström på olika platser i Skåne, bland annat i Fränninge socken, där han blev vän med bonderiksdagsmannen Nils Månsson i Skumparp. Han utgav 1831–1833 Siaren, en "praktisk kristlig månadsskrift". 1839 blev Ternström genom Wieselgrens förmedling pastorsadjunkt i Adolf Fredriks församling. Efter ett kortvarigt samarbete med George Scott, började han bekämpa dennes metodistiska verksamhet. I Nordisk Kyrko-Tidning, som han utgav 1840–1849, framträdde han till försvar av de gammalkyrkliga som Henric Schartau, Anders Elfving och Peter Murbeck. Ternström utnämndes 1847 till kyrkoherde i Tranås och Onslunda församlingar, en tjänst han tillträdde 1851. Där verkade han med stor framgång, till dess han 1858 flyttade till Fjälkestads församling, där han 1855 blivit vald till kyrkoherde och stannade till sin död. Under denna tid bekämpade Ternström den fria andliga verksamhet, han kallade "rosenpietismen". Vid ett prästmöte i Kristianstad 1856 kritiserade han i motsats till bland annat prosten Paul Gabriel Ahnfelt den tilltagande lekmannaverksamheten. Ternström hade anseende som en gedigen predikare, vars framställning utmärktes av manlig rättframhet och blick för tidens problem. Hans förkunnelse väckte ofta opposition, men ledde också, särskilt i Onslunda, till genomgripande väckelse. Ternström utgav bland annat predikosamlingar över kyrkoårets samtliga texter (1858, 1866 och 1869), samt översatte Magnus Friedrich Roos' postilla (1845) och andra av hans skrifter, Johann Albrecht Bengels predikningar (1842) samt dennes förklaring över Nya testamentet (1877). Ternström blev teologie doktor i Jena 1863. Han var ledamot av prästeståndet vid riksdagarna 1859–1866.